# Jana Kozewa

Jana Kozewa

Jana Kozewa (* 13. September 1971 in Berlin) ist eine deutsche Schauspielerin und Synchronsprecherin.
Nach einer dreijährigen Schauspielausbildung im Studio bei Maria Körber war Kozewa unter anderem am Thüringer Landestheater Rudolstadt, am Schauspiel Essen, am Berliner Theater am Kurfürstendamm und an der Komödie Dresden engagiert.
2004 erhielt sie sowohl den Deutschen Comedypreis für Mensch Markus in der Kategorie „Beste Sketch-Show“ als auch den Fox-Kids-Award für Der Dolch des Batu Khan in der Kategorie „Bester Kinderfilm“.

## Synchron Regie
- 2022: In Her Hands, Netflix
- 2023: The Buccaneers, Apple TV+
- 2023: Beschütze Sie / Sausalito, Apple TV+
- 2023: Upload, Staffel 3, Amazon Prime

## Film und Fernsehen (Auswahl)
- 1994: Der Havelkaiser (Fernsehserie, 1 Folge)
- 1996–2000: Praxis Bülowbogen
- 1997: Parkhotel Stern
- 1998: In aller Freundschaft: Einer für alle, alle für einen
- 2002–2004: Mensch Markus
- 2003–2004: Ei verbibsch
- 2003–2005: Girl friends – Freundschaft mit Herz
- 2006: Kein Geld der Welt
- 2007: Herzog
- 2007: Einsatz in Hamburg – Mord nach Mitternacht
- 2010: Unser Charly
- 2010: Hold Your Breath
- 2011: Herzflimmern – Die Klinik am See
- 2015: Die Rosenheim-Cops – Vergiftetes Glück
- 2022, 2023: Navy CIS für Nikki McCauley als Melanie Stafford und für Kayla Blake als Krankenschwester Allegra
- 2023: Navy CIS: L.A. für Melanie Hawkins als Lindsey Sandhagen und für Courtney Cunningham als Jenny Anderson
- 2023: What If…? für Rachel Weisz als Melina (1 Folge, Stimme)

## Theater (Auswahl)
- 1994–1997: West Side Story, Metropol-Theater
- 1995: Faust, Freilichtbühne Schwäbisch Hall
- 1997: Die Ratten, Schauspiel Essen
- 1999: London Suite, Theater am Kurfürstendamm
- seit 2006: Mitglied von „Theatersport Berlin“
- 2007–2008: Mondscheintarif, Theater am Kurfürstendamm
- 2009: Komödie im Dunkeln, Theater am Kurfürstendamm
- 2011: Wittenberg, Vaganten Bühne Berlin
- 2019–2022 Ensemble Kabarett Theater Distel

## Hörbuchproduktionen (Auswahl)
- 2017: Girl With No Past, Audible
- 2018: Während Du Schliefst, Audible
- 2019: Lieb Und Teuer, Audible
- 2019: Psychospiel, Audible
- 2019: Apnoe, Audible
- 2021: DAFUQ, Argon Verlag
- 2021: Die Stimmen Über Dem Meer, Audible
- 2021: Haus Aus Salz Und Tränen, Audible
- 2022: Rote Sirenen, Aufbau Verlag
- 2022: Die Frau Des Blauen Reiter, Aufbau Verlag
- 2022: Zwillingskrone, Audible
- 2022: Bereit für die Zukunft, Der Hörverlag
- 2022: Erst Der Regen Verzaubert Das Licht, Aufbau Verlag
- 2022: Liebe Ist Ein Wunder, Audible
- 2022: Die Frauen Vom Karlsplatz, Argon Verlag
- 2022: No Place For Us, Argon Verlag
- 2023: Gallant, Argon Verlag
- 2023: Das Pensionat am Holstentor, Band 1 & 2, Argon Verlag
- 2023: Karin Adler Ermittelt, Band 4 & 5 & 6
- 2023: Night Bitch, Argon Verlag
- 2023: Lindy Girls, Aufbau Verlag

## Hörspielproduktionen
- Ophelia in Hamlet. Verlag: der sprachraum, ISBN 3-936301-04-2.
- Gräfin in Teleny. Verlag: der sprachraum, ISBN 3-936301-01-8.